# Stenophylax thaleri
Stenophylax thaleri là một loài Trichoptera trong họ Limnephilidae. Chúng phân bố ở miền Cổ bắc.